# 'n Vriend (album)
'n Vriend is het tweede studioalbum van André Hazes. Het verscheen in het najaar van 1980. Het album stond acht weken in de voorloper van de Album Top 100; het haalde daarin de 22e plaats. Het album werd opgenomen in de Bovema Studio in Heemstede onder leiding van muziekproducent Tim Griek. Hazes liet zich op dit album begeleiden door onder meer gitarist Jacques Verburgt, die later de vaste producent van Hazes werd alsook gitarist in diens begeleidingsband.
'n Vriend, Het is koud zonder jou en Wat is dan liefde werden uitgebracht op single en waren redelijk succesvol in de hitparades.
Waarom is een cover van Paul Anka’s My way, dat weer een cover was van Comme d’habitude. Het is koud zonder jou werd in 1978 opgenomen door Rita Hovink en in 1982 ook op single uitgebracht. Will de Meyer was afkomstig uit Alleycats en schreef ook wel voor Elly en Rikkert.

## Muziek
| Nr. | Titel                                                                      | Duur |
| --- | -------------------------------------------------------------------------- | ---- |
| 1.  | 'n Vriend (Hazes, Will de Meijer)                                          | 4:55 |
| 2.  | Koningin van de zigeuners (Hazes, Verburgt)                                | 3:52 |
| 3.  | Waarom (Hazes, Paul Anka, Claude François, Jacques Revaux, Giles Thibault) | 3:57 |
| 4.  | 'n Ander (Hazes, Tonny le Roy)                                             | 3:15 |
| 5.  | Spijt (Hazes, Will de Meijer)                                              | 4:40 |
| 6.  | Het is koud zonder jou (Hazes, K. De Kopere, P. Daelhuysen)                | 4:02 |
| 7.  | Wat is dan liefde (Hazes, F. Bracardi, S. Boncompagie, J.M. Pater)         | 3:33 |
| 8.  | Droom maar m’n jongen (Hazes, Verburgt)                                    | 3:30 |
| 9.  | Alleen (Hazes, Tonny le Roy)                                               | 2:58 |
| 10. | Vertel me de waarheid (Hazes, Will de Meyer)                               | 2:53 |